# TPD-K1瞄準儀
TPD-K1是蘇聯自1970年代後期開始廣泛使用在坦克上的主要射手瞄準儀（Primary Gunner Sight, PGS），配備在T-64／T-72／T-80主戰坦克上，它的改良型是具有前置量計算功能的1A40與具有導彈控制套件的1A40-1。TPD-K1具有獨立的垂直軸穩定，內建雷射測距儀以及簡易的彈道、距離修正功能，在蘇聯解體後因為性能落伍所以被更先進的瞄準儀如1G46取代，或是被加以改良並且搭配熱影像儀與新式彈道計算機模組以提升性能表現。

## 技術特性

### 規格
- 放大倍率：8倍
- 垂直觀測範圍：-15°—25°
- 視野範圍：9°
- 操作速度：0.05°／秒—3.5°／秒
- 垂直軸平均震動：0.08密位（蘇聯定義一個圓周是6000密位而非美國的6400密位）
- 測距範圍：500米—4,000米，精密度10米；3,000米內的量測會傳入瞄準儀的距離輸入器中
- 測距間隔：6秒；最快可達3秒
- 連續工作時間：4小時
- 工作溫度：-40℃—50℃
- 容許溼度：90%

### 控制細節
在TPD-K1左上角有三個顯示燈表示射手所選擇的彈種，分別以綠色表示破片榴彈（HE-Frag）、黃色表示破甲榴彈和同軸機槍，以及以紅色表示翼穩脫殼穿甲彈。在這三個顯示燈旁就是彈種選擇鈕，它會根據所選擇的彈種將彈道資料輸入瞄準鏡中的刻劃位置。在正常情況下，一旦射手選擇自動裝填彈種選擇鈕的彈種後，這個彈種選擇鈕就會同步自動輸入正確的彈種；一旦電力系統失效，射手能夠以拉轉的方式人工選擇輸入的彈種彈道資料。
在TPD-K1右側有一個旋鈕用來輸入彈道修正資料，包含大氣壓力、大氣溫度、藥溫與砲管磨耗等參數，射手必須根據當時環境查表輸入所需的修正值。在旋鈕正下方有兩個顯示燈：上面的顯示燈表示「雷射已開啟」；下面的顯示燈表示「已經可以測距」，在測距過程中這個燈會暫時熄滅然後重新亮起。在這兩個顯示燈左下方有個「手動／自動」選擇開關，它用來決定是否將距離資料輸入瞄準儀中的刻劃位置。在旋鈕右下方有個數字顯示器，它以四位數顯示出雷射測距儀量測的距離。在這個數字顯示器下方有個開關標示選擇1,200或1,800，當多重回波的情形發生時，射手可以切換這個開關以選擇正確的雷射回波，這個開關相當於西方戰車的雷射測距儀選擇首回波或末回波的功能。
在TPD-K1最下方有三個開關和六個顯示燈。這三個開關從右至左分別是穩定系統開關、穩定系統操作開關與Delta-D開關。穩定系統開關開啟後，相關的液壓系統與電力系統就會開始運作，陀螺儀也會開始旋轉直到工作轉速；接著開啟穩定系統操作開關就能開啟主砲的雙軸穩定；Delta-D則是用在坦克移動時根據陀螺儀的訊號修正與目標之間的距離。六個顯示燈分別用來表示主砲雙軸穩定開啟、瞄準儀垂直軸穩定開啟、陀螺儀與液壓系統開啟、車長超越操作或閃爍表示駕駛正進行砲塔的平均迴轉、Delta-D開啟、武器與射控系統已準備好。

### 操作程序
- 開啟TPD-K1然後等待約2分鐘
- 開啟穩定系統
- 開啟雷射測距儀
- 選擇裝填彈種
- 按下裝填按鈕
- 將瞄準儀中的雷射測距點置於目標上，然後按下右手大拇指按鈕實施測距
- 測距後刻劃會移動位置，接著將刻劃中心對準目標
- 對移動目標判斷所需的前置量，然後將前置量刻劃移到目標上
- 扣下左手或右手食指按鈕發射武器
- 目標摧毀後，按下左手大拇指按鈕將現有的距離資料歸零

### 1A40
1A40的規格和TPD-K1大同小異，最明顯的特徵差異是它在原有的瞄準鏡旁增加了另一個瞄準鏡，這個新增的瞄準鏡是用來顯示前置量修正數值的。當射手對移動目標持續追瞄2秒後，1A40會將計算出的前置量修正數值顯示在瞄準鏡中，接著射手必須根據這個數值在原來的瞄準鏡刻劃上找出最適當的前置量，然後自行將刻劃移到目標上提取前置量。
1A40-1是另一種更新式的型號，除了1A40的功能以外它還增加了9K120「Svir」導彈的控制套件。它使用雷射光束做乘波導引，但是因為1A40-1缺少獨立水平軸穩定，所以除非地面十分平坦不然只能在靜止狀態下導引9K120命中目標。

#### 規格
- 放大倍率：8倍
- 垂直觀測範圍：-15°—25°
- 視野範圍：9°
- 操作速度：0.05°／秒—3.5°／秒
- 測距範圍：300米—4,000米，精密度10米
- 測距間隔：6秒；最快可達3秒
- 連續工作時間：4小時
- 工作溫度：-40℃—50℃
- 容許溼度：98%（於35℃時）

## 外部連結
- Kampfpanzer im Detail（页面存档备份，存于）
- Warfare.Ru—Russain Military Analysis（页面存档备份，存于）